# 미나모토촌 (야마나시현)
미나모토촌(源村)은 야마나시현 나카코마군에 있던 촌이다. 현재의 미나미알프스시 북부에 해당한다.

## 역사
- 1874년 1월 27일 - 고마군 6개 촌이 합병해 미나모토촌이 성립하였다.
- 1878년 7월 22일 - 군구정촌편직법에 의해, 미나모토촌은 나카코마군에 소속되었다.
- 1889년 7월 1일 - 정촌제 시행에 의해 미나모토촌이 단독으로 지자체를 형성하였다.
- 1959년 5월 1일 - 시라네정에 편입해, 동일 미나모토촌은 폐지되었다.

## 참고문헌 =
- 角川日本地名大辞典 19 山梨県